# Simon Lappin
Simon Lappin (Glasgow, Escocia, 25 de enero de 1983) es un futbolista escocés. Juega de defensa y su actual equipo es el Cardiff City, actualmente promovido para la temporada 2013-14 a la Premier League de Inglaterra.

## Selección nacional
Ha sido internacional con la Selección de fútbol de Escocia Sub-21.

## Clubes
| Club          | País       | Año       |
| ------------- | ---------- | --------- |
| St. Mirren FC | Escocia    | 2002-2007 |
| Norwich City  | Inglaterra | 2007-2008 |
| Motherwell FC | Escocia    | 2008      |
| Norwich City  | Inglaterra | 2008-2012 |
| Cardiff City  | Gales      | 2012-2013 |
| Norwich City  | Inglaterra | 2013      |
| Cardiff City  | Gales      | 2013-     |

## Palmarés

### Campeonatos nacionales
| Título                       | Club          | País       | Año  |
| ---------------------------- | ------------- | ---------- | ---- |
| Primera División de Escocia  | St. Mirren FC | Escocia    | 2006 |
| Football League One          | Norwich City  | Inglaterra | 2010 |
| Football League Championship | Cardiff City  | Inglaterra | 2013 |